# Sarah Patterson
Sarah Patterson (Londres, 15 de mayo de 1970) es una actriz británica. Para su debut como actriz, interpretó a Rosaleen, una contraparte del cuento de Caperucita Roja, en la película The Company of Wolves en 1984 junto a Neil Jordan, Angela Carter y Angela Lansbury. En 1987 protagonizó junto a Diana Rigg otra película basada en un cuento de hadas, Blancanieves. Ninguna de estas películas fueron grandes éxitos comerciales, sin embargo, la actriz alcanzó un cierto estatus de culto.

## Filmografía

### Cine
| Año  | Título               | Personaje    | Notas              |
| ---- | -------------------- | ------------ | ------------------ |
| 1984 | En compañia de lobos | Rosaleen     |                    |
| 1987 | Blancanieves         | Blancanieves | Papel Protagonista |

- Datos: Q467760